# Киевка (Псковская область)
Киевка — деревня в восточной части Порховского района Псковской области. Входит в состав сельского поселения «Красноармейская волость».
Расположена в 4 км к юго-востоку от города Порхов.
Численность населения составляет 11 жителей (2000 год).